# Erik Gezelius (omkring 1715–1786)
Erik Gezelius, född omkring 1715, död 6 juli 1786, var en svensk karduansmakare och riksdagsman.

## Biografi
Gezelius föddes omkring 1715. Han arbetade som karduansmakare i Linköping och var riksdagsledamot av riksdagen 1765–1766 och riksdagen 1771–1772. Gezelius avled 1786.